# Ross Granville Harrison
Ross Granville Harrison (Germantown, Pensilvânia, 13 de janeiro de 1870 — New Haven, Connecticut, 30 de setembro de 1959) foi um biólogo e anatomista estadunidense.

## Metodologia
Harrison perseguiu novos métodos de exploração ao cultivar tecidos fora do corpo pela primeira vez; ele cultivou neuroblastos de sapo num meio nutritivo, e com isso deu o primeiro passo rumo às presentes pesquisas sobre células-tronco.